# Ophiocentrus verticillatus
Ophiocentrus verticillatus is een slangster uit de familie Amphiuridae.
De wetenschappelijke naam van de soort werd in 1896 gepubliceerd door Ludwig Döderlein.